# 巴特利本施泰因
巴特利本施泰因（德語：Bad Liebenstein，發音：[baːt ˈliːbn̩ˌʃtaɪn] ⓘ）是德国图林根州瓦特堡县的城市，面积48.81平方千米，2023年12月31日人口为7,697人。该市镇于2012年12月31日由原巴特利本施泰因与市镇施韦纳和施泰因巴赫合并而成。